# Bor (biljni rod)
Bor (lat. Pinus), velik i značajan biljni rod iz porodice borovki, jedini rod u potporodici Pinoideae. Rod broji stotinjak vrsta vazdazelenog crnogoričnog drveća i grmova.

## Vrste
1. Pinus albicaulis Engelm., bjelokori bor
2. Pinus amamiana Koidz.
3. Pinus aristata Engelm., čekinjasti bor
4. Pinus arizonica Engelm., arizonski bor
5. Pinus armandii Franch., Armandov bor
6. Pinus arunachalensis R.C.Srivast.
7. Pinus × ascendens Businský
8. Pinus attenuata Lemmon, kvrgavi bor
9. Pinus × attenuradiata Stockw. & Righter
10. Pinus ayacahuite Ehrenb. ex Schltdl., meksički bijeli bor
11. Pinus balfouriana Balf.
12. Pinus banksiana Lamb., banksov bor
13. Pinus bhutanica Grierson, D.G.Long & C.N.Page
14. Pinus brutia Ten., brucijski bor
15. Pinus bungeana Zucc. ex Endl.
16. Pinus canariensis C.Sm. ex DC., kanarski bor
17. Pinus caribaea Morelet, karipski bor, kubanski bor
18. Pinus × celakovskiorum Asch. & Graebn.
19. Pinus cembra L., limba
20. Pinus cembroides Zucc.
21. Pinus × cerambycifera Businský
22. Pinus cernua P.K.Lôc ex Aver., K.S.Nguyen & T.H.Nguyên
23. Pinus clausa (Chapm. ex Engelm.) Vasey ex Sarg., pješčani bor
24. Pinus contorta Douglas ex Loudon, usukani bor
25. Pinus coulteri D.Don
26. Pinus cubensis Griseb.
27. Pinus culminicola Andresen & Beaman
28. Pinus dalatensis Ferré
29. Pinus densata Mast.
30. Pinus densiflora Siebold & Zucc.,  japanski crveni bor
31. Pinus × densithunbergii Uyeki
32. Pinus devoniana Lindl.
33. Pinus douglasiana Martínez,  duglazijev bor
34. Pinus durangensis Martínez, durango bor
35. Pinus echinata Mill., kratkoigličavi bor
36. Pinus edulis Engelm.
37. Pinus elliottii Engelm., rasjećeni bor
38. Pinus engelmannii Carrière, Engelmanov bor
39. Pinus fenzeliana Hand.-Mazz.
40. Pinus flexilis E.James, bijeli bor Stjenovitih planina
41. Pinus georginae Pérez de la Rosa
42. Pinus gerardiana Wall. ex D.Don,  žerardov bor
43. Pinus glabra Walter, glatkokori bor
44. Pinus greggii Engelm. ex Parl., gregorov bor
45. Pinus × hakkodensis Makino
46. Pinus halepensis Mill., alepski bor
47. Pinus hartwegii Lindl.,
48. Pinus heldreichii Christ, munjika, bjelokori bor
49. Pinus henryi Mast.
50. Pinus herrerae Martínez
51. Pinus hwangshanensis W.Y.Hsia
52. Pinus jaliscana Pérez de la Rosa
53. Pinus jeffreyi Balf., jeffrejev bor
54. Pinus kesiya Royle ex Gordon, khasijski bor
55. Pinus koraiensis Siebold & Zucc., korejski bor
56. Pinus krempfii Lecomte
57. Pinus lambertiana Douglas,  šečerni bor
58. Pinus latteri Mason
59. Pinus lawsonii Roezl ex Gordon, lavsonov bor
60. Pinus leiophylla Schiede ex Schltdl. & Cham.
61. Pinus × litvinovii L.V.Orlova
62. Pinus longaeva D.K.Bailey
63. Pinus luchuensis Mayr, "Okinavski bor"
64. Pinus lumholtzii B.L.Rob. & Fernald
65. Pinus luzmariae Pérez de la Rosa
66. Pinus massoniana Lamb.
67. Pinus maximartinezii Rzed.
68. Pinus maximinoi H.E.Moore
69. Pinus merkusii Jungh. & de Vriese
70. Pinus monophylla Torr. & Frém., jednoigličavi bor, orahov bor
71. Pinus montezumae Lamb.
72. Pinus monticola Douglas ex D.Don, zapadnoamerički bijeli bor
73. Pinus morrisonicola Hayata
74. Pinus mugo Turra, planinski bor
  - Pinus mugo var. mugo
  - Pinus mugo var. pumilio
  - Pinus mugo var. uncinata Ramond ex DC., kukasti bor
75. Pinus muricata D.Don
76. Pinus × murraybanksiana Righter & Stockw.
77. Pinus × naxiorum Businský
78. Pinus × neilreichiana Reichardt
79. Pinus nelsonii Shaw
80. Pinus nigra J.F.Arnold, crni bor
81. Pinus occidentalis Sw. zapadnoindijski bor
82. Pinus oocarpa Schiede ex Schltdl.
83. Pinus palustris Mill., dugoigličavi bor
84. Pinus parviflora Siebold & Zucc., japanski bijeli bor
85. Pinus patula Schiede ex Schltdl. & Cham.
86. Pinus peuce Griseb., molika, mura, elov bor ili balkanski borovac
87. Pinus pinaster Aiton, primorski bor
88. Pinus pinceana Gordon & Glend.
89. Pinus pinea L., pinija, pinj
90. Pinus ponderosa Douglas ex C.Lawson, žuti bor
91. Pinus praetermissa Styles & McVaugh
92. Pinus pringlei Shaw
93. Pinus pseudostrobus Lindl.
94. Pinus pumila (Pall.) Regel, patuljasti bor
95. Pinus pungens Lamb., bodljikavi bor
96. Pinus quadrifolia Parl. ex Sudw.
97. Pinus radiata D.Don, kalifornijski bor
98. Pinus ravii R.C.Srivast.
99. Pinus reflexa (Engelm.) Engelm.
100. Pinus remota (Little) D.K.Bailey & Hawksw.
101. Pinus resinosa Aiton, crveni bor ili smolavi bor
102. Pinus × rhaetica Brügger
103. Pinus rigida Mill., smolasti bor, smolavi bor
104. Pinus roxburghii Sarg.
105. Pinus rzedowskii Madrigal & M.Caball.
106. Pinus sabiniana Douglas,  sabienov bor
107. Pinus serotina Michx., močvarni bor
108. Pinus sibirica Du Tour, sibirska limba
109. Pinus × sondereggeri H.H.Chapm. ex Sudw.
110. Pinus squamata X.W.Li
111. Pinus strobiformis Engelm.
112. Pinus strobus L., američki borovac, vajmutovac, vajmutov bor, borovac
113. Pinus stylesii Frankis ex Businský
114. Pinus sylvestris L., bijeli bor
115. Pinus tabuliformis Carrière,  kineski bor
116. Pinus taeda L., teda bor
117. Pinus taiwanensis Hayata, tajvanski crveni bor
118. Pinus tecunumanii F.Schwerdtf. ex Eguiluz & J.P.Perry
119. Pinus teocote Schiede ex Schltdl. & Cham.
120. Pinus thunbergii Parl., japanski crni bor
121. Pinus torreyana Parry ex Carrière
122. Pinus tropicalis Morelet
123. Pinus vallartensis Pérez de la Rosa & Gernandt
124. Pinus veitchii Roezl
125. Pinus virginiana Mill.
126. Pinus wallichiana A.B.Jacks., himalajski borovac
127. Pinus wangii Hu & W.C.Cheng
128. Pinus yunnanensis Franch., yunnanski bor

## Vanjske poveznice
|  | Zajednički poslužitelj ima još gradiva o temi Pinus |
|  | Wikivrste imaju podatke o taksonu Pinus             |